# Söderhamn
Söderhamn ( PRONÚNCIA) é uma cidade sueca situada na província histórica da Hälsingland, na  região histórica da Norrland, no norte do país. É a sede da comuna de Söderhamn, pertencente ao condado de Gävleborg.
Está localizada num fiorde da costa do mar Báltico, a 70 km a norte da cidade de Gävle. Sua população é de aproximadamente 12 000 habitantes.

## Etimologia
O nome geográfico Söderhamn deriva das palavras söder (sul) e hamn (porto), significando ”porto do sul”, em oposição a Norra hamnen ("porto do norte"). A cidade está mencionada como Södre hampn, em 1552.

## História
Já na Idade Média havia uma povoação em Söderhamn com um porto de pesca e de comércio, defendido por uma fortificação.
Na região havia artesãos dispersos que se dedicavam ao fabrico de armas nas suas forjas.
Em 1620 foi organizada no local uma fatoria para concentrar a produção de espingardas (Söderhamns gevärsfaktori). No mesmo ano a localidade recebeu os seus ”privilégios de cidade” (stadsprivilegier), pela mão do rei Gustavo Adolfo II.
Com o envolvimento da Suécia na Grande Guerra do Norte, a costa da Norrland foi atacada em 1721 pela frota imperial russa, tendo uma série de cidades - entre as quais Söderhamn - sido devastadas e incendiadas pelas forças russas. As hostilidades acabaram finalmente pelo tratado de Nystad, e a cidade voltou a ser reconstruída.
A meio do século XIX, a cidade atravessou um período de grande desenvolvimento, impulsionado pelas serrações existentes na área e pela chegada das comunicações ferroviárias à região. No século XX, uma crise atingiu a indústria da madeira, e o crescimento estagnou até à década de 1940. A resposta à crise incluiu a criação do "Esquadrão da Hälsingland" (Hälsinge flygflottilj) e a abertura de uma fábrica de equipamentos de telefonia pela empresa Ericsson.

## Economia
A economia de Söderhamn está tradicionalmente dominada pela indústria da madeira e da polpa de celulose, a par da indústria metalomecânica. Dispõe de importante porto e aeroporto. Entre as empresas de destaque está Stora Enso Timber.

## Jornais
- Söderhamnskuriren (Correio de Söderhamn)

## Clubes desportivos
- Broberg/Söderhamn Bandy (bandy)
- Söderhamns UIF (ténis de mesa)
- Söderhamns FF (futebol)

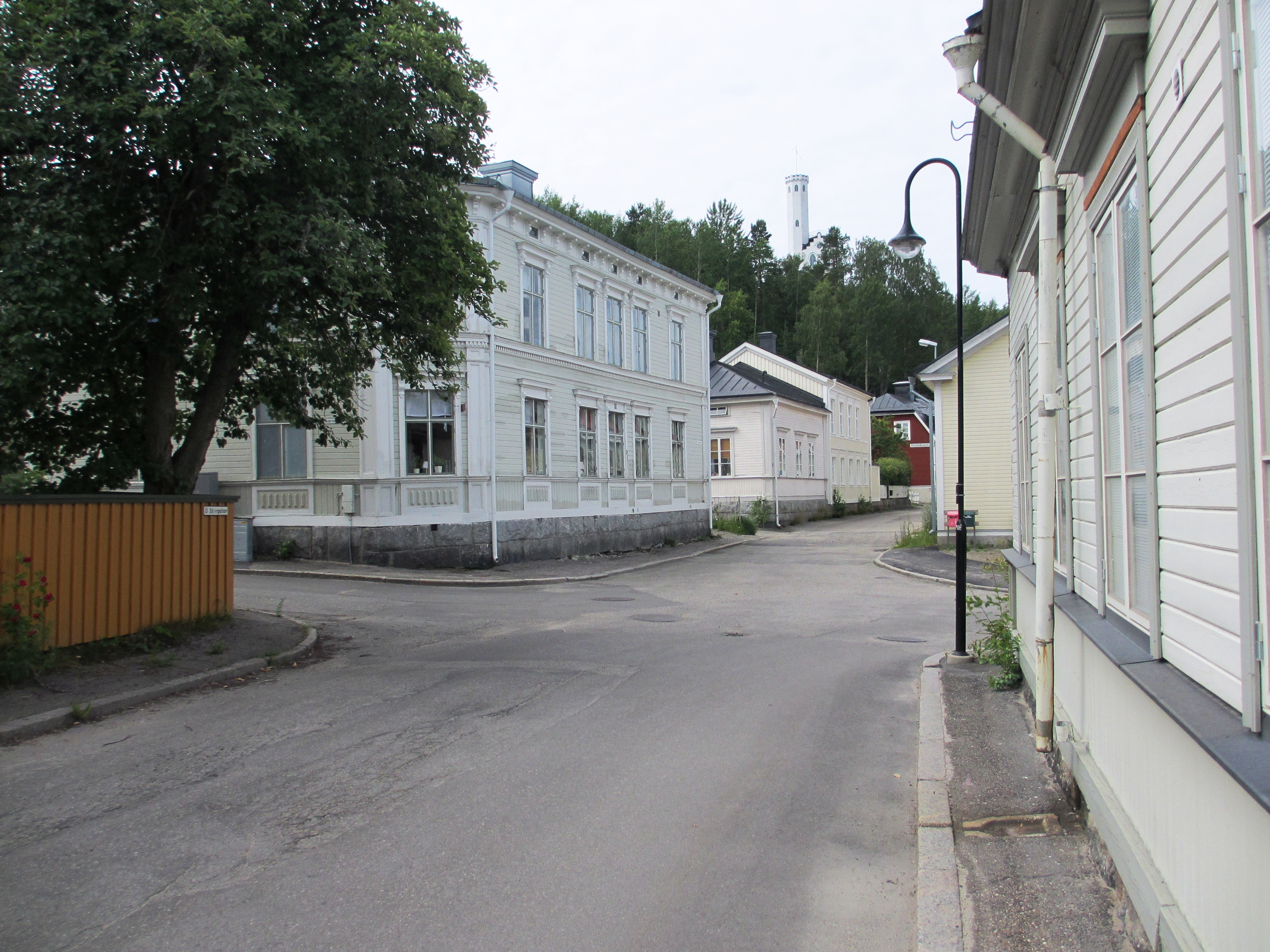
Casas de madeira antigas
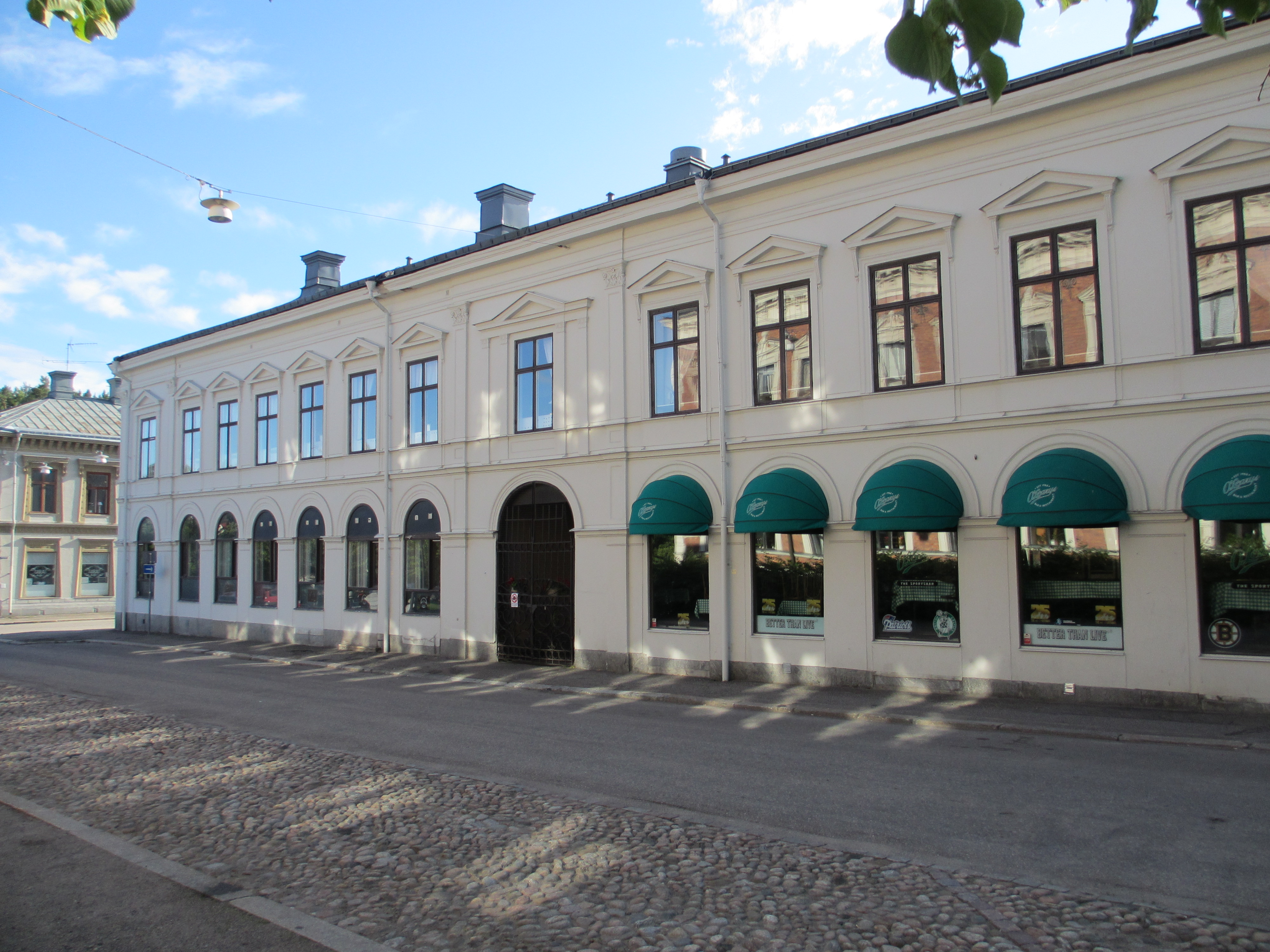
O hotel da cidade (Stadshotellet)